# بيت البدوي (الرضمة)

تعديل مصدري - تعديل

بيت البدوي محلة تابعة لقرية موسد، التابعة لعزلة يحير بمديرية الرضمة إحدى مديريات محافظة إب في الجمهورية اليمنية.، بلغ تعداد سكانها 56 حسب تعداد اليمن لعام 2004.